# Saint-Julien-de-Coppel
Saint-Julien-de-Coppel – miejscowość i gmina we Francji, w regionie Owernia-Rodan-Alpy, w departamencie Puy-de-Dôme.
Według danych na rok 1990 gminę zamieszkiwało 867 osób, a gęstość zaludnienia wynosiła 40 osób/km² (wśród 1310 gmin Owernii Saint-Julien-de-Coppel plasuje się na 261. miejscu pod względem liczby ludności, natomiast pod względem powierzchni na miejscu 396.).

## Współpraca
Miejscowość partnerska:
- Frisange, Luksemburg